# Walter Schmidetzki

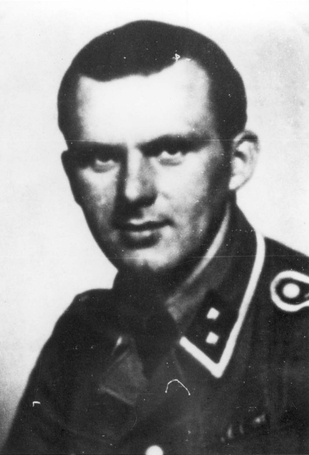
Walter Schmidetzki, vor 1943

Walter Schmidetzki (* 5. Januar 1913 in Sohrau; † nach 1960) war ein deutscher Kriegsverbrecher und SS-Führer, zuletzt im Rang eines SS-Obersturmführers der Waffen-SS. Aufnahmen aus dem von Lili Jacob überlieferten Album und dem Höcker-Album belegen Schmidetzkis Beteiligung am Holocaust im KZ Auschwitz-Birkenau.

## Berufseinstieg, SS-Beitritt und Beginn des KZ-Lagerdienstes
Schmidetzki wechselte nach der 9. Klasse von einem humanistischen Gymnasium an die Handelsschule. Nach dem Ende seiner Schullaufbahn war er zunächst beim Arbeitsamt und danach bei der Kämmereikasse in Neisse angestellt. Nach seinem SS-Beitritt gehörte er ab 1934 der SS-Verfügungstruppe an (SS-Nummer 224.469). Zum 1. März 1935 trat er der NSDAP bei. Als Angehöriger der Waffen-SS nahm er ab 1940 mit der SS-Division Wiking am Zweiten Weltkrieg teil. Einem Unfall folgten ein Lazarettaufenthalt und längere Genesungszeit. Anschließend wurde er dem Wirtschafts- und Verwaltungs-Hauptamt zugeteilt und 1943 im SS-Sonderlager Hinzert eingesetzt. In Hinzert war er für die weltanschauliche Schulung der Lagermannschaft zuständig. Wegen eines Verhältnisses mit einer verheirateten Frau wurde Schmidetzki im Frühjahr 1944 zum KZ Flossenbürg strafversetzt. Dort gehörte er dem Lagerstab nominell bis August 1944 an.

## Teilnahme an der Ungarn-Aktion im KZ Auschwitz-Birkenau

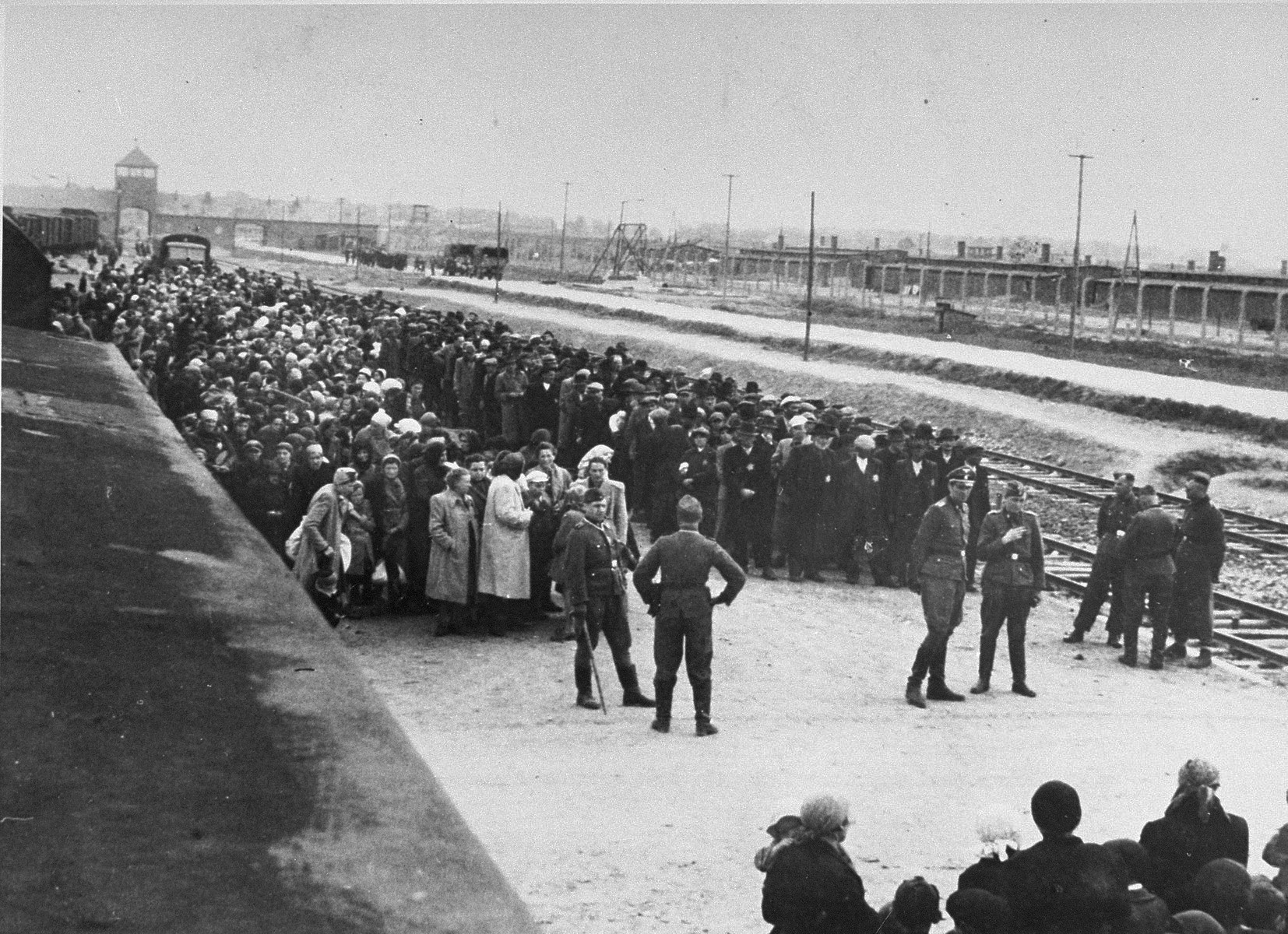
Schmidetzki (Mitte, mit Schirmmütze) in Auschwitz-Birkenau an der Kreuzung der Rampe vor der Selektion deportierter jüdischer Menschen aus Ungarn. Aufnahme aus dem Lilly-Jacob-Album, die Ende Mai 1944 entstand

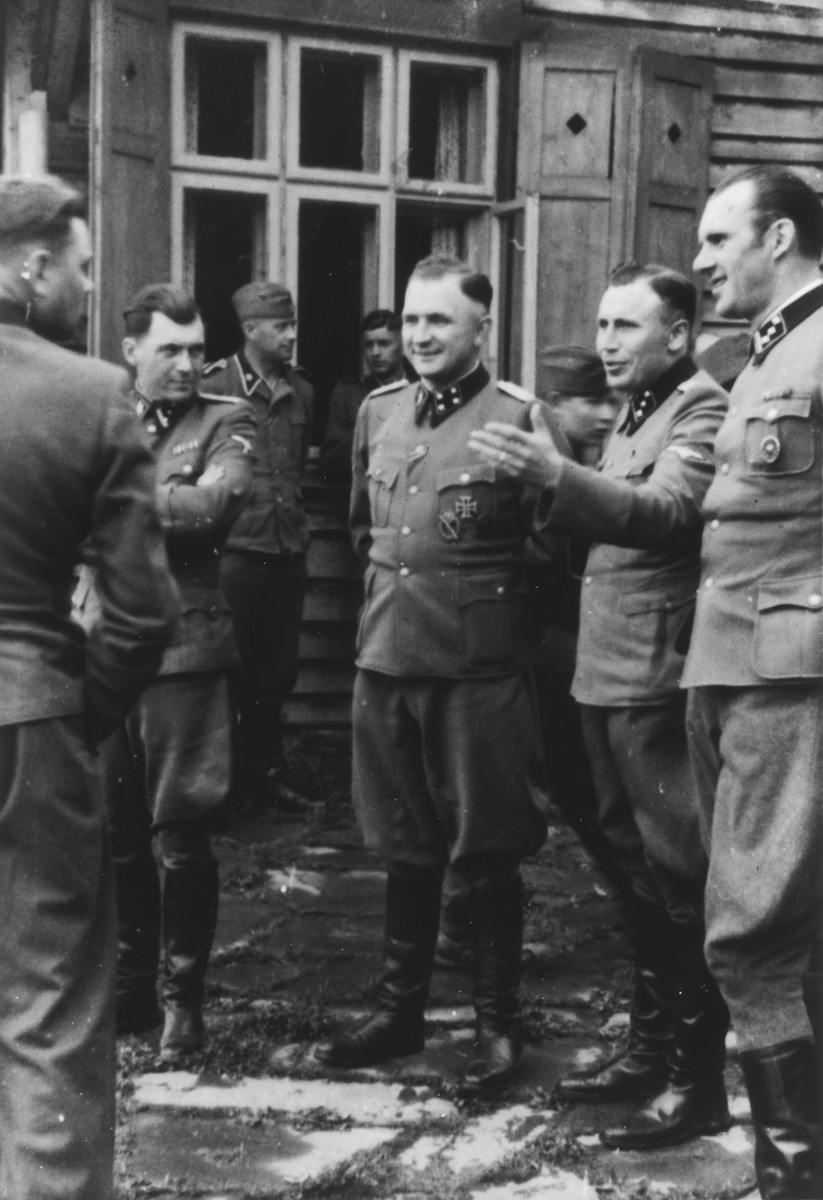
Schmidetzki, Höcker, Baer, Mengele, Kramer (von rechts nach links) bei der Verabschiedung des Leiters der „Ungarn-Aktion“, Rudolf Höß, auf der Solahütte. Aufnahme aus dem Höcker-Album, die um den 29. Juli 1944 entstand

Ab dem 23. Mai 1944 leitete Schmidetzki die Gefangenen-Eigentums-Verwaltung (G.E.V.) im Vernichtungslager Auschwitz-Birkenau, die der Abteilung Standortverwaltung angegliedert war. Die Birkenauer G.E.V. verwaltete das geraubte Eigentum der nach Auschwitz deportierten Menschen; im Lagerjargon wurde dieses „Effektenlager Kanada II“ genannt.
Als Leiter der G.E.V. nahm Schmidetzki an der sogenannten „Ungarn-Aktion“ teil, dem Massenmord an den ungarischen Juden. Aufnahmen aus dem Lilly-Jacob-Album belegen seine Anwesenheit nach der Ankunft, Aufreihung und Selektion deportierter jüdischer Menschen Ende Mai 1944 auf der Rampe in Auschwitz-Birkenau.
Am 21. Juni 1944 wurde er zum SS-Obersturmführer befördert, seinem höchsten erreichten SS-Rang. Am selben Tag wurden auch der Lagerkommandant Richard Baer, dessen Adjutant Karl-Friedrich Höcker und der Fahrbereitschaftsleiter Konrad Wiegand befördert. Diese gleichzeitigen Beförderungen stehen laut dem Historiker Stefan Hördler in einem Zusammenhang, da alle vier SS-Führer „zum Kern der logistischen Abwicklung der ‚Ungarn-Aktion‘ gehörten“. Fotos des sogenannten Höcker-Albums zeigen neben anderem SS-Personal auch Schmidetzki während einer Feier anlässlich des Endes der Ungarn-Aktion auf der Solahütte; die Aufnahmen stammen aus der Zeit um den 29. Juli 1944. Laut Hördler belegen die Aufnahmen Schmidetzkis aus den beiden Auschwitz-Alben „auch die Beteiligung der Standortverwaltung an der Mordaktion“.

## Verwaltungsführer im KZ Auschwitz-Monowitz und KZ Natzweiler-Struthof
Von August 1944 bis zur Räumung des Lagerkomplexes Auschwitz im Januar 1945 fungierte er als Verwaltungsleiter im KZ Auschwitz-Monowitz.
Ab Februar 1945 war Schmidetzki Leiter der Verwaltungsabteilung des evakuierten KZ Natzweiler-Struthof und zugleich Adjutant des neuen Lagerkommandanten Heinrich Schwarz, unter dem er bereits in Auschwitz-Monowitz tätig gewesen war.

## Gefangenschaft, Verurteilung und Nachkriegszeit
Nach Kriegsende wurde Schmidetzki interniert, nach Polen überstellt und in Krakau 1948 zu drei Jahren Haft verurteilt. Nach seiner Entlassung aus der Haft soll er in Baden-Württemberg gelebt haben. Vom 4. Mai 1960 ist noch eine Aussage von ihm vor dem Landgericht Hechingen aktenkundig. Das Stuttgarter Adressbuch von 1960 verzeichnet einen Dekorateur dieses Namens.